# Ahmat Arena
Ahmat Arena este un stadion din orașul Groznîi, Rusia. Acest stadion aparține echipei de fotbal FC Ahmat Groznîi.
Are o capacitate de 30.579 locuri.